# Мерсін Ідманюрду
«Мерсін Ідманюрду» СК (тур. Mersin İdman Yurdu Spor Kulübü) — турецький футбольний клуб з міста Мерсін. 
Виступав у вищому дивізіоні — Турецькій Суперлізі. Матчі проводив на стадіоні «Мерсін Арена». Був розформований у 2019 році.

## Історія
«Мерсін Ідманюрду» є одним з найстарших клубів у середземноморському регіоні. 
Клуб був заснований 16 серпня 1925 року як «Мерсін Генчлербірлігі» (Спілка молоді Мерсіна). 
Першими кольорами команди були червоний і білий. Клуб змінив свою назву на «Ідман Мерсін Юрду» в 1926 році, а кольору стали червоний і темно-синій. 
У червні 1966 року клуб змінив свою назву на «Мерсін Ідманюрду». Починаючи з сезону 1967/68 років вони грали в вищому турецькому дивізіоні протягом 7 років поспіль.

## Досягнення
- Кубок Туреччини з футболу: фіналіст (1982/83)

## Виступи в єврокубках
Кубок Кубків УЄФА:
| Сезон     | Раунд |          | Клуб              | Рахунок  |
| --------- | ----- | -------- | ----------------- | -------- |
| 1983—1984 | 1/16  | Болгарія | «Спартак» (Варна) | 0-0, 0-1 |

## Відомі гравці
- Хасан Гюлтанг